# Never Smile at a Crocodile
Ne souriez jamais à un crocodile
Never Smile at a Crocodile (Ne souriez jamais à un crocodile) est une chanson comique composée par Frank Churchill, avec des paroles de Jack Lawrence. La musique, sans paroles, a d'abord été entendue dans le film d'animation Peter Pan de Walt Disney Productions. Après la sortie du film en 1953, la version chantée avec les paroles de Lawrence est devenue une chanson enfantine classique.

## Historique
Churchill, qui avait composé la majeure partie de la bande sonore du film de Disney de 1937, Blanche-Neige et les Sept Nains, compose "Never Smile at a Crocodile" en 1939, quand Peter Pan est déjà au stade de la planification. Toutefois, Disney décide de mettre à l'écart Peter Pan jusqu'en 1949. Churchill meurt en 1942, et la chanson sera donc sa seule contribution à la bande-son de Peter Pan. La version chantée avec les paroles de Jack Lawrence est éliminée de l'impression finale du film quand il a été publié en 1953. La bande son finale ne contient que la version instrumentale qui est utilisé comme un leitmotiv à chaque fois que le crocodile s'affiche. Cependant, la version complète, avec des voix par Stuart Foster et Judy Valentine est sortie la même année sur un LP des chansons du film,.
"Never Smile at a Crocodile" avec ses paroles originales a par la suite été enregistrée par plusieurs chanteurs, dont Jerry Lewis et Rolf Harris,. La version de Jerry Lewis de 1953 est devenue l'une des dix meilleures ventes de chanson pour enfants cette année. Une première démo de Disney de la version vocale chanté par Henry Calvin a été ajoutée comme une piste bonus sur les sorties ultérieures de la bande sonore Peter Pan, y compris la sortie de CD 1997, La chanson apparaît également sur un enregistrement de 1965 par Billy Coton et sa bande avec des voix de Rita Williams, et en 2007 sur la bande originale du film Solitaire chanté par Paulette Sœurs,.